# Драгони (Казерта)
Драгони (итал. Dragoni) је насеље у Италији у округу Казерта, региону Кампанија.
Према процени из 2011. у насељу је живело 2108 становника. Насеље се налази на надморској висини од 116 м.

## Становништво
| 1931. | 1936. | 1951. | 1961. | 1971. | 1981. | 1991. | 2001. | 2011. |
| ----- | ----- | ----- | ----- | ----- | ----- | ----- | ----- | ----- |
| 2.139 | 2.310 | 2.601 | 2.638 | 2.179 | 2.213 | 2.271 | 2.108 | 2.167 |